# جيسي هاولي
جيسي هاولي (بالإنجليزية: Jesse Hawley) هو سياسي أمريكي، ولد في 11 مايو 1773 في بريدجبورت في الولايات المتحدة، وتوفي في 10 يناير 1842 في كامبريا في الولايات المتحدة. انتخب عضو جمعية ولاية نيويورك.